# (666201) 2009 YK32
(666201) 2009 YK32 est un objet transneptunien binaire faisant partie des cubewanos.

## Caractéristiques
(666201) 2009 YK32 est un transneptunien faisant partie des cubewanos, de magnitude absolue 6.07.
Un satellite a été découvert en 2016, son diamètre serait légèrement inférieur au primaire et orbite à environ 20 000 km de distance,. L'objet pourrait être qualifié de transneptunien double.